# Cầu nguyện

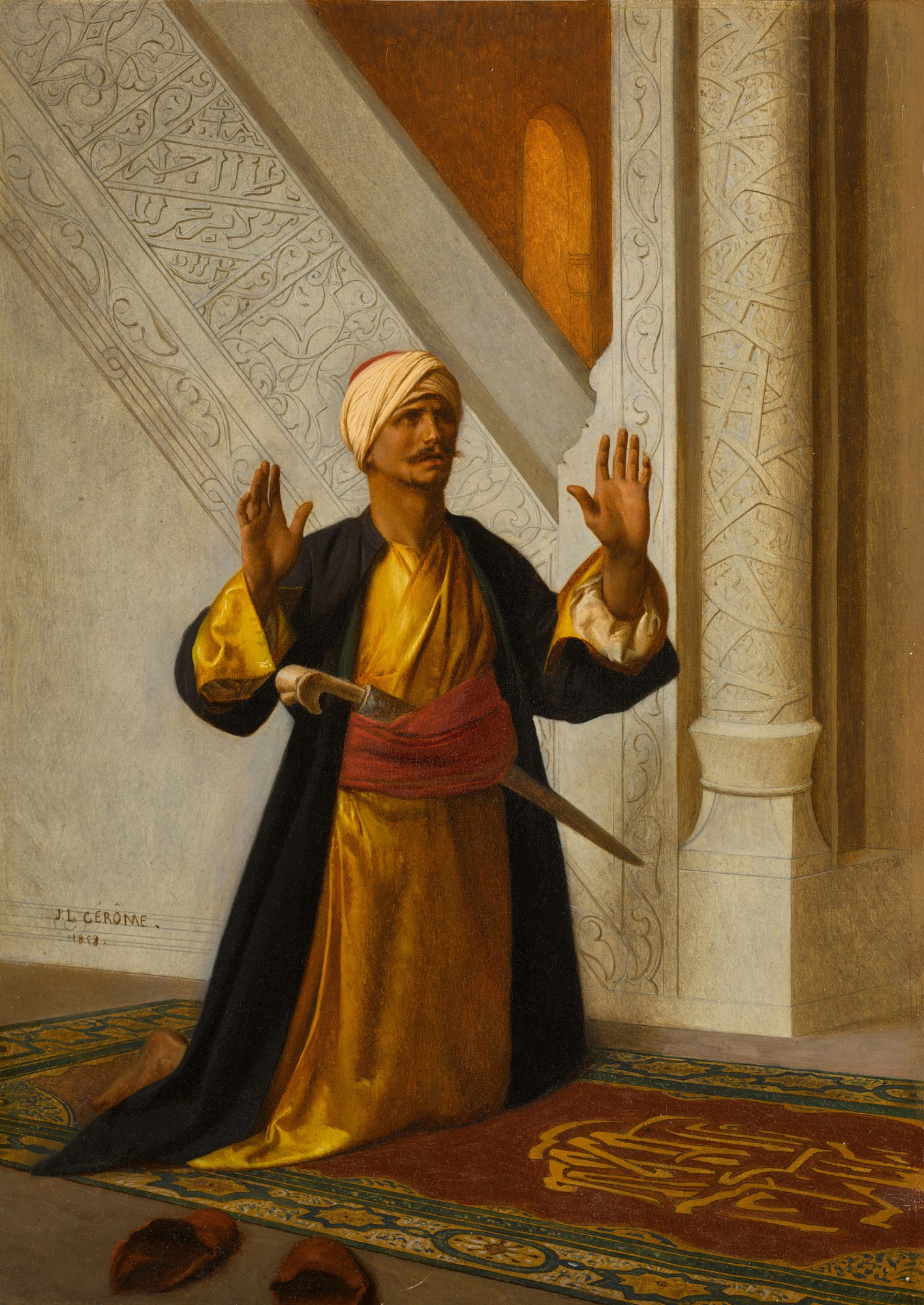
Một chiến binh Hồi giáo đang cầu nguyện

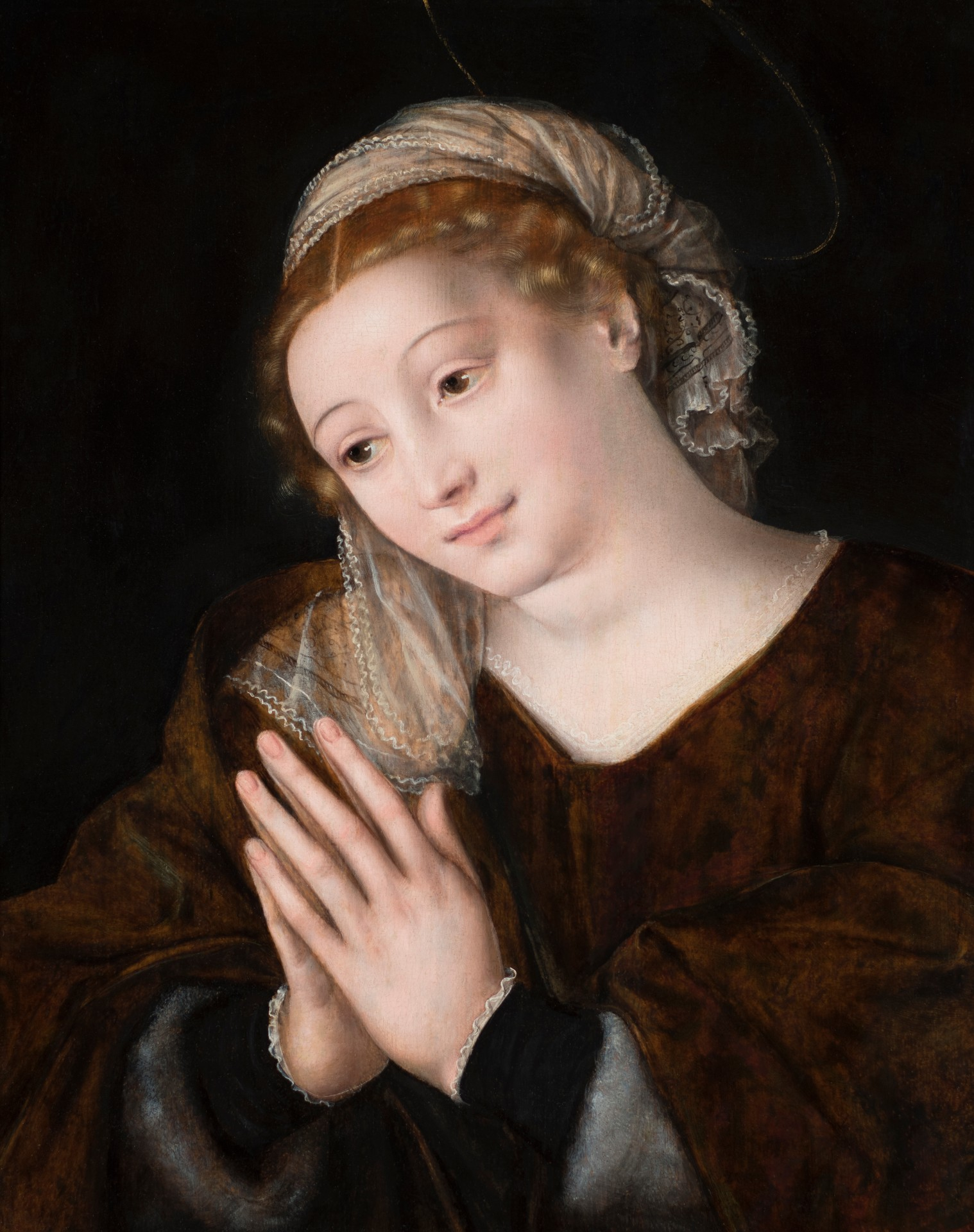
Cầu nguyện đến Đức Mẹ

Cầu nguyện (chữ Anh: Prayer, chữ Hebrew cổ: תְּפִלָּה tĕphillah, chữ Latinh Trung Cổ: Precaria, chữ Trung Quốc: 祷告、祈祷、祈求、祈愿), hoặc gọi cầu xin, thỉnh cầu, mong cầu, cầu phúc, là con người chủ động khai thông với lực lượng siêu nhiên hoặc với cá thể Thượng đế, thần linh, linh tính để ca ngợi, cầu xin, sám hối, hoặc chỉ là biểu đạt hành vi tư tưởng hoặc nguyện vọng của bản thân hoặc người khác. Từ "cầu nguyện" trong tiếng Nhật là 祈り hoặc 祈祷. Từ pray trong tiếng Anh được phiên dịch thành cầu xin, nghĩa gốc của pray là "yêu cầu" hoặc biểu đạt nguyện vọng nào đó. Con người chủ quan cho rằng họ có thể đạt được những gì họ muốn, những gì họ nghĩ thông qua nghi thức. Lời cầu nguyện của các tôn giáo chủ yếu trên thế giới thường nương tựa vào chú ngữ hoặc câu văn Thánh kinh để tiến hành độc bạch, cũng kèm theo việc nhắm mắt, chắp tay hoặc diễu hành.

## Phương thức cầu nguyện
Các truyền thống tín ngưỡng khác nhau có hình thức cầu nguyện khác nhau, ví dụ như cầu nguyện buổi sáng cầu nguyện buổi tối, cầu nguyện tạ ơn bữa ăn và các tư thế cơ thể có liên quan. Cơ Đốc nhân sẽ cúi đầu chắp tay. Thổ dân châu Mỹ khiêu vũ. Giáo phái Sufi, một chi phái Yihewani của Islam giáo Trung Quốc, múa xoay tròn. Giáo đồ Ấn Độ giáo tụng xướng. Người Do Thái chính thống cử động thân thể. Hội Quaker sẽ giữ yên lặng. Những phương thức khác nhau đó phản ánh sự lí giải về lời cầu nguyện.
- Vật hữu hạn có thể tiếp xúc thực chất với Đấng vô hạn.
- Đấng vô hạn rung cảm, liền khai thông với vật hữu hạn.
- Lời cầu nguyện sẽ được lắng nghe, mặc dù không nhất định phải phản ứng.
- Lời cầu nguyện là để bồi dưỡng thái độ của con người, cho nên không ảnh hưởng đến đấng tiếp thu.
- Lời cầu nguyện là thông qua khiến cho con người buông bỏ những chấp trước mang tính triết học và tri thức để huấn luyện con người tập trung vào đấng tiếp thu.
- Lời cầu nguyện khiến cho con người trực tiếp kinh nghiệm đấng vô hạn.
- Lời cầu nguyện có ảnh hưởng đến thế giới hiện tại.
- Đấng tiếp thu kì vọng hoặc tán thưởng lời cầu nguyện.
- Cầu xin Thượng đế hộ trì giúp đỡ, che chở.